# フレデリコ・シャヴェス・ゲデス
フレッジ（Fred）ことフレデリコ・シャヴェス・ゲデス（Frederico Chaves Guedes、1983年10月3日 - ）は、ブラジル・ミナスジェライス州出身の元サッカー選手。ポジションはフォワード。

## 経歴
負傷したリカルド・オリベイラに代わりブラジル代表に招集された選手。2005年11月12日にアブダビで行われたUAE戦でゴールを決め結果を残した。2006 FIFAワールドカップドイツ大会のブラジル代表第4のFW争いでもトップに躍り出て最終メンバーに選出。1次リーグ第2戦のオーストラリア戦では途中出場ながら試合を決定付けるゴールを決めた。
クルゼイロからリヨンへの移籍時には21億3000万円が支払われ、2年に渡りファン投票でチームのベストプレイヤーに選出されるなど活躍したが、2007-08シーズン頃から怪我やカリム・ベンゼマの台頭で出場機会を減らし、2009年2月26日にリヨンとの契約を打ち切って母国ブラジルのフルミネンセFCに移籍した。
2012年のカンピオナート・ブラジレイロ・セリエAで20ゴールを挙げ、得点王に輝くと共にクラブを2年ぶり3回目の優勝に導いた。2014年にも得点王となった。
2014 FIFAワールドカップでもメンバーに選ばれたが、6試合で1得点と振るわず、特に大敗を喫した準決勝のドイツ戦では、サポーターからブーイングを浴びた。大会終了後に代表引退を表明した。
2016年6月8日、アトレチコ・ミネイロに2年契約で移籍した。2016年のカンピオナート・ブラジレイロ・セリエAで14ゴールを挙げ、ジエゴ・ソウザ、ウィリアム・デ・オリベイラ・ポッチケとともに得点王に輝いた。これがカンピオナート・ブラジレイロ・セリエAではキャリア通算で3回目の得点王となり、ロマーリオ、トゥーリオ・マラヴィーリャ、ダダ・マラヴィーリャらに並ぶ快挙であった。
2017年12月23日、クルゼイロへ復帰した。
2022年7月9日、セアラーSCとの試合を最後に現役を引退した。

## 特徴
- シュート決定力が高い。母国ブラジルでプレーしていた頃にはセンターサークルからシュートを放ってゴールを決めたことがある。
- リヨンでの開幕戦ではミズノのスパイクを着用していたが、ワールドカップ開始前にアディダスと契約した。
- 練習をサボる、無断でブラジルへ帰国、予定期日を過ぎてもチームに合流しない等、クラブにとっては扱いの難しい選手でもある。
- 2011年6月7日に行われたルーマニアとの親善試合では決勝点を挙げ、この試合を現役最後の試合としていたロナウドの引退に華を添えた。

## 代表歴

### 出場大会
- ブラジル代表
  - 2006 FIFAワールドカップ
  - 2014 FIFAワールドカップ

### 試合数
- 国際Aマッチ 39試合 18得点（2005年-2014年）[4]

| ブラジル代表 | 国際Aマッチ | 国際Aマッチ |
| 年           | 出場        | 得点        |
| ------------ | ----------- | ----------- |
| 2005         | 2           | 2           |
| 2006         | 5           | 2           |
| 2007         | 2           | 0           |
| 2011         | 9           | 2           |
| 2012         | 1           | 1           |
| 2013         | 11          | 9           |
| 2014         | 9           | 2           |
| 通算         | 39          | 18          |

### 得点
| ♯   | 日時           | 場所             | 相手             | スコア | 結果 | 大会                                   |
| --- | -------------- | ---------------- | ---------------- | ------ | ---- | -------------------------------------- |
| 1.  | 2005年11月12日 | アブダビ         | アラブ首長国連邦 | 0-3    | 0-8  | 親善試合                               |
| 2.  | 2005年11月12日 | アブダビ         | アラブ首長国連邦 | 0-7    | 0-8  | 親善試合                               |
| 3.  | 2006年6月18日  | ミュンヘン       | オーストラリア   | 2-0    | 2-0  | 2006 FIFAワールドカップ                |
| 4.  | 2006年10月10日 | ソルナ           | エクアドル       | 1-1    | 2-1  | 親善試合                               |
| 5.  | 2011年6月7日   | サンパウロ       | ルーマニア       | 1-0    | 1-0  | 親善試合                               |
| 6.  | 2011年7月9日   | コルドバ         | パラグアイ       | 2-2    | 2-2  | コパ・アメリカ2011                     |
| 7.  | 2012年11月21日 | ブエノスアイレス | アルゼンチン     | 1-1    | 2-1  | スーペルクラシコ・デ・ラス・アメリカス |
| 8.  | 2013年2月6日   | ロンドン         | イングランド     | 1-1    | 1-2  | 親善試合                               |
| 9.  | 2013年3月21日  | ジュネーヴ       | イタリア         | 0-1    | 2-2  | 親善試合                               |
| 10. | 2013年3月25日  | ロンドン         | ロシア           | 1-1    | 1-1  | 親善試合                               |
| 11. | 2013年6月2日   | リオデジャネイロ | イングランド     | 1-0    | 2-2  | 親善試合                               |
| 12. | 2013年6月22日  | サルヴァドール   | イタリア         | 1-3    | 2-4  | FIFAコンフェデレーションズカップ2013   |
| 13. | 2013年6月22日  | サルヴァドール   | イタリア         | 2-4    | 2-4  | FIFAコンフェデレーションズカップ2013   |
| 14. | 2013年6月26日  | ベロオリゾンテ   | ウルグアイ       | 1-0    | 2-1  | FIFAコンフェデレーションズカップ2013   |
| 15. | 2013年6月30日  | リオデジャネイロ | スペイン         | 1-0    | 3-0  | FIFAコンフェデレーションズカップ2013   |
| 16. | 2013年6月30日  | リオデジャネイロ | スペイン         | 3-0    | 3-0  | FIFAコンフェデレーションズカップ2013   |
| 17. | 2014年6月6日   | サンパウロ       | セルビア         | 1-0    | 1-0  | 親善試合                               |
| 18. | 2014年6月23日  | ブラジリア       | カメルーン       | 1-3    | 1-4  | 2014 FIFAワールドカップ                |

## タイトル

### クラブ
オリンピック・リヨン
- リーグ・アン : 2005-06, 2006-07, 2007-08
- クープ・ドゥ・フランス : 2008

フルミネンセFC
- カンピオナート・ブラジレイロ・セリエA : 2010, 2012

### 代表
ブラジル代表
- コパ・アメリカ : 2007
- FIFAコンフェデレーションズカップ : 2013

### 個人
- コパ・ド・ブラジル得点王 : 2005
- セリエA得点王 : 2012
- プレミオ・クラッキ・ド・ブラジレイロン : 2011, 2012
- ボーラ・ジ・プラッタ : 2011, 2012
- FIFAコンフェデレーションズカップシルバーボール・最多得点 : 2013